# 賓夕法尼亞號戰艦
賓夕法尼亞號戰艦（USS Pennsylvania BB-38）是一艘隸屬於美國海軍的戰艦，為賓夕法尼亞級戰艦的首艦。她是美軍第三艘以賓夕法尼亞州為名的軍艦。
賓夕法尼亞號在1913年於紐波特紐斯造船廠建造，於1915年下水，在1916年服役。其時第一次世界大戰已經爆發，賓夕法尼亞號一直留在近海訓練。美國參戰後，賓夕法尼亞號亦沒有派往英國。
戰後賓夕法尼亞號繼續日常訓練，並參與多次艦隊解難演習（Fleet Problems），又曾在1929年進行現代化改建。1941年日本海軍偷襲珍珠港時，賓夕法尼亞號正在珍珠港船塢之內，受損相對輕微，但仍返回美國西岸維修，並在1942年再作現代化改建。接著賓夕法尼亞號先後參與了阿留申群島戰役、吉爾伯特及馬紹爾群島戰事、馬里亞納群島及帛琉戰事、雷伊泰灣海戰及仁牙因灣戰役。接著賓夕法尼亞號返國大修，卻在重返戰場前夕遭日軍魚雷機攻擊重創，最終錯過所有戰鬥。戰後賓夕法尼亞號被編為十字路口行動核試的目標艦，艦體雖僅輕微受損，卻遭到嚴重的輻射污染。1946年賓夕法尼亞號退役，並在1948年在瓜加林環礁外海鑿沉。
賓夕法尼亞號在二戰共獲得八枚戰鬥之星。